# L'Alzaia
L'Alzaia è uno dei dipinti più emblematici di Telemaco Signorini. I protagonisti sono dei braccianti intenti a praticare l'alaggio, il traino di una chiatta, lungo l'argine dell'Arno. 

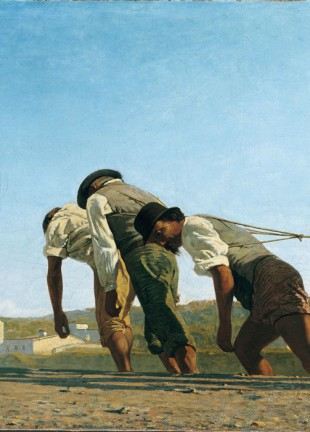
Dettaglio

## Descrizione
I braccianti sono dipinti con le gambe in movimento sprofondate nel terreno, con le braccia abbandonate lungo i fianchi; i vestiti sono di forma semplice, da lavoratori, con pantaloni e maniche arrotolate, manifestazione del duro lavoro, del caldo e della fatica. I visi sono rivolti verso il terreno; solo il terzo lavorante sembra rivolgere lo sguardo a chi osserva il quadro.
I braccianti hanno la pelle scura; solo le maniche bianche sono in contrapposizione con la pelle abbronzata, dovuta alla costante presenza del sole. Lo sforzo viene fatto capire dalla posizione e dalle corde che hanno intorno. Le funi sono così in tensione che è come se penetrassero nelle carni. I colori usati sono di forte realismo, prevalgono i bianchi, l'ocra, gli azzurri e i verdi di tonalità diversa. A sinistra è rappresentato un cane che abbaia non si sa contro cosa, ma è un piccolo importante dettaglio che rimarca la diversità sociale. Questa diversità viene marcata anche dalla presenza di una bambina assieme ad un uomo molto elegante (probabilmente padre e figlia) di inconfutabile classe borghese che voltano le spalle ai lavoratori e restano del tutto indifferenti allo sforzo manifestato.
Questo quadro ha la funzione di una denuncia sociale. L’artista non solo voleva far conoscere le tremende condizioni dei lavoratori umili, ma denuncia la borghesia che sfrutta i lavoratori